# CX 28 Radio Imparcial
CX 28 Radio Imparcial urugvajska je radijska postaja u vlasništvu tvrtke Sucesión Walfrido Figueira Moran S.R.L. Sjedište postaje nalazi se u Montevideu.
Cjelokupni radijski program prenosi se na španjolskom jeziku na frekvenciji od 1090 AM-a.
Snaga odašiljača za dnevni program iznosi 50 KW, a za noćni 7,5 KW.
Postaja je članica trgovačko-lobističke udruge ANDEBU, koja brani i štiti prava odašiljača radijskih i televizijskih programa.